# Blaze the Cat
Blaze the Cat (ブレイズ・ザ・キャット?, Bureizu za Kyatto) è un personaggio immaginario primario appartenente alla serie di videogiochi a piattaforme Sonic the Hedgehog. Apparve per la prima volta in Sonic Rush del 2005. Da quel momento ha compiuto molte presenze in diversi videogiochi, fumetti e nel merchandising.
Blaze è una principessa abitante nella Dimensione Sol, parallela a quella del mondo di Sonic. Ha l'aspetto di una gatta color lavanda, antropomorfa, e guardiana dei Sol Emerald. Il suo ruolo è simile a quello di Knuckles, protettore di Master Emerald.
Nonostante a volte sia un personaggio secondario, Blaze dà molto spesso contributi importanti in vari giochi, come in Sonic Rush, Sonic the Hedgehog e Team Sonic Racing.

## Descrizione

### Creazione e sviluppo
Blaze fu concepita come un personaggio che doveva essere equivalente ma allo stesso tempo una versione alternativa di Sonic. Originariamente il suo design non era molto diverso da quello finale, difatti negli schizzi preparatori la mostravano con degli occhi più rotondi, la sua coda di cavallo era rivolto in avanti anziché all'indietro mentre avrebbe indossato degli abiti simili a quelli arabi, ovvero una salwar.
Secondo i primi dati presenti in Sonic the Hedgehog, avrebbe dovuto indossare un mantello per nascondere le fiamme perché era stata presa in giro da qualcuno, dettaglio mai mostrato in nessun titolo della serie, dove porta esclusivamente il suo classico vestito viola. Questo dettaglio è stato in seguito chiarito nella galleria di concept art sbloccabili nella versione per Nintendo 3DS di Sonic Generations, dove un'immagine mostra Blaze con un mantello allacciato di colore bianco e rosa.
Un ex membro di SEGA pubblicò sul sito web Sonic Wrecks un concept art del personaggio creato all'inizio del 2005 su alcuni documenti creati con PowerPoint; qui il suo design è molto simile a quello di Shadow, tuttavia è anche possibile che questo disegno fosse semplicemente una silhouette del porcospino.

### Aspetto
È una gatta di 95 cm, con dei capelli lunghi color lavanda con delle ciocchette viola e legati a coda di cavallo, ha dei ciuffetti di capelli ai lati della faccia ed i suoi occhi sono dorati. Indossa sempre un vestito bianco ricoperto da un soprabito viola, che verso il basso, si divide in due punte, un elastico rosso al quale sono legati i suoi capelli, guanti bianchi, una collana d'oro, scarpette rosse e bianche con tacchi piuttosto alti.
Ha dei guanti simili a quelli indossati da Sonic, l'unica differenza è che non possiede i foderi. Anche le scarpe assomigliano a quelle di Sonic, eccetto per il colore più scuro ed il tacco alto. Indossa anche un mantello color porpora, allineato al collo con dell'oro, probabilmente una collana; in basso la sua vestaglia è di color magenta. Possiede anche un paio collant bianchi. Indossa sulla fronte una sfera rossa, probabilmente un gioiello.

### Poteri e abilità
Blaze è la regina della dimensione Sol, una dimensione parallela a quella di Sonic e gli altri. Deve custodire lo scettro e i sette Sol Emerald (i Chaos Emerald del suo universo). Blaze è una maestra di pirocinesi, un potere attraverso il quale è possibile generare del fuoco controllando l'energia presente nell'atmosfera. Questo potere la rende in grado, ad esempio, di sfruttare il fuoco sotto i suoi piedi per aumentare la propria velocità, creare esplosioni infuocate e resistere alle alte temperature. Possiede inoltre un fisico molto atletico che la rende uno dei personaggi più agili e veloci dell'intera serie. A differenza di Sonic non può trasformarsi con i Chaos emerald ma bensi' con i Sol emerald, di cui è guardiana. Con i Sol emerald può diventare Burning Blaze con cui è più resistente e può creare più facilmente le fiamme, che a loro volta sono molto più potenti. 

### Personalità
Dimostra inoltre di possedere un carattere tranquillo, controllato e timido; solitamente tende ad essere seria, ma alcune volte sorride. In Sonic Rush, all'inizio è rivale di Sonic, ma poi diventeranno amici. Le sue carissime amiche sono Amy Rose e Cream the Rabbit, con le quali stringerà un grande legame durante gli eventi di Sonic Rush. Nel videogioco Sonic the Hedgehog, il suo migliore amico è Silver the Hedgehog.

### Doppiaggio

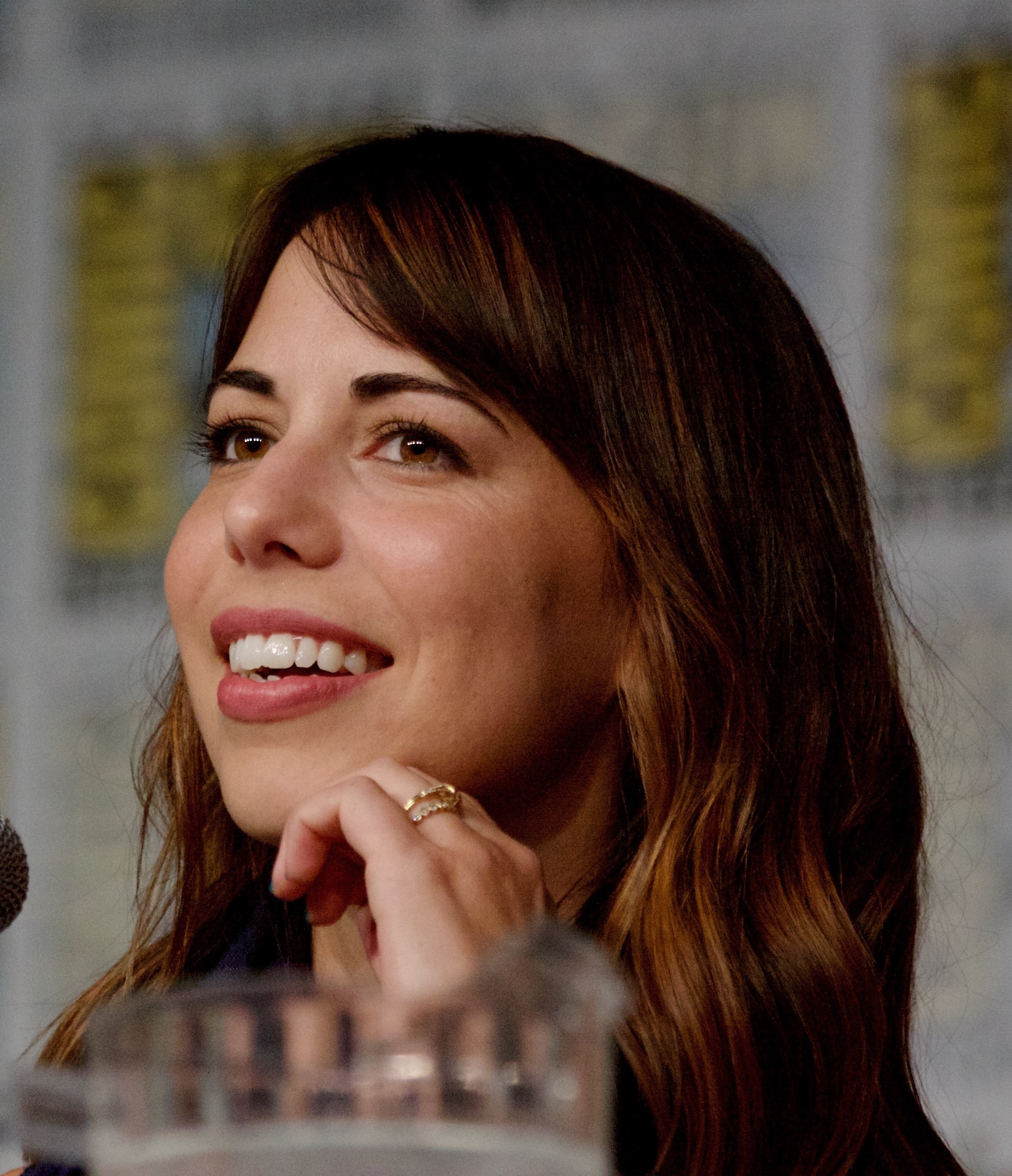
Laura Bailey nel 2016

Fin dalla sua prima apparizione in Sonic Rush nel 2005, Blaze viene doppiata in giapponese dalla seiyū Nao Takamori, che tuttora ricopre il ruolo. Nelle versioni americane dei videogiochi a prestarle la voce si sono susseguite Bella Hudson da Sonic Rush a Mario & Sonic ai Giochi Olimpici Invernali, Laura Bailey da Sonic Colours a Sonic Forces e Erica Lindbeck che la doppia da Team Sonic Racing in poi.
Blaze è doppiata in italiano da Tania De Domenico a partire da Sonic Generations.

## Biografia

### Videogiochi

#### Prefazione
Blaze è una principessa di una dimensione alternativa, dove ricopre il ruolo di guardiana dei Sol Emerald. Nacque con il potere della pirocinesi, ma, lei stessa, considera questa abilità alla stregua di una maledizione. L'obbligo di diventare guardiana dei Sol Emerald le causa una sorta di isolamento dalla compagnia degli altri, isolamento che si protrae nel tempo. Ma quando incontra Sonic, nel videogioco Sonic Rush, comprende che deve aprirsi con gli altri e da quel momento riesce a farsi dei nuovi amici. Il suo nemico più spietato e diabolico è il Dr. Eggman Nega mentre il suo migliore amico è Silver.

#### Anni 2000
In Sonic Rush, le due dimensioni, quella di Blaze e quella di Sonic, vengono unite, permettendo ai personaggi di viaggiare da una dimensione all'altra. Blaze è uno dei due personaggi giocabili assieme a Sonic.
Quando il Dr. Eggman giunge nel suo mondo, ruba i Sol Emerald tramite il passaggio formatosi dalla dimensione di Sonic. Successivamente, Blaze, durante la sua missione di recupero degli smeraldi, incontra Cream, la quale diverrà subito la sua guida ed amica, malgrado i timori della stessa felina. Blaze si sorprende dell'apertura caratteriale e dell'ingenuità della giovane coniglietta, specialmente quando la invita a casa sua immediatamente dopo averla incontrata per la prima volta e sarà proprio lei ad insegnarle il valore dell'amicizia. Le due incontrano diversi amici di Cream, compresi Knuckles ed Amy, i quali le suggeriscono di chiedere aiuto a Sonic. Tuttavia Blaze è convinta di non aver bisogno del porcospino blu e quando lo incontra lo attacca. Dopo una breve battaglia, ammette il suo errore e cambia atteggiamento nei confronti di quest'ultimo.
Dopo lo scontro, Blaze ottiene l'ultimo Sol Emerald, tuttavia la pace non dura molto in quanto Cream viene rapita da Eggman. La gatta si arrabbia ed inizia uno scontro con l'ultima creazione di Eggman, un robot chiamato Unknown, distruggendolo. Infine, cerca tra i resti del macchinario l'amica che in seguito riesce a trovare sana e salva. Dopo aver raccolto tutti i Sol Emerald pensa di utilizzare quest'ultimi per far ritorno nel suo mondo ma con sua grande sorpresa l'energia da essi scaturita non le concede tale possibilità, così appaiono sulla scena Eggman ed Eggman Nega, a bordo di un mech gigante. Blaze combatte contro di loro ma viene facilmente sconfitta e finisce per prosciugare il potere dei Sol Emerald.
La situazione è oramai critica ed arriva sul posto anche Sonic, che le spiega che la vera potenza dei Chaos Emerald e dei Sol Emerald era scaturita dall'amicizia, e così la incoraggia ad aprirsi nei confronti della gente e di cominciare a farsi degli amici durante i suoi viaggi. Dopo aver compreso l'importanza di questo sentimento, accetta di buon grado di aiutare Sonic e gli altri, e così i Sol Emerald le concedono finalmente tutto il loro potere che le permettono di effettuare la sua super trasformazione in Burning Blaze. Con l'aiuto di Super Sonic ferma i due scienziati pazzi nella realizzazione del loro progetto di attraversare l'intero universo, riuscendo a rimettere a anche a correggere la linea spazio temporale, ma tutto ciò comporta però ad una conseguenza, quella di dividere nuovamente le dimensioni e quindi di separare Blaze dai suoi nuovi amici. Così Blaze e Sonic si stringono le mani promettendosi a vicenda di rincontrarsi in futuro, dopodiché vengono riportati nei rispettivi mondi. Tornata nella propria dimensione, comincia a ricordarsi del mondo del porcospino blu e dei legami d'amicizia che aveva stretto in quel poco tempo, e si rende conto di essere divenuta più forte di prima, affermando di non vedere l'ora di rincontrare Sonic e di andare nuovamente nel suo mondo a fargli visita.
In Sonic the Hedgehog proviene dal futuro del mondo di Sonic, dove combatte in modo costante con Iblis, insieme all'amico Silver. Quando è da solo, il porcospino mostra segni di insicurezza, dato che la gatta si rivela essere anche la persona con cui parla di più nonché la sua confidente. Alla fine della storia di Silver prova a sigillare Iblis dentro alla sua anima, ma le fiamme del disastro non lo accettano come contenitore, allora Blaze rinchiude Iblis all'interno della sua anima supplicando Silver di usare il Chaos Control per rinchiuderla in un'altra dimensione. Silver rifiuta, poiché che non avrebbe mai voluto farle una cosa del genere, ma Blaze lo consola, affermando che aveva sempre amato questo lato del suo carattere, dopodiché finisce in un'altra dimensione. Più tardi, Sonic e gli altri distruggono la Solaris del passato, del presente e del futuro, un essere che aveva cancellato gli eventi della storia e con la sua eliminazione scompare di conseguenza anche Iblis, e perciò questo annulla anche il sacrificio di Blaze per sigillare quest'ultimo ma anche il fatto di non avere avuto a che fare con Silver, con il quale però instaurerà nuovamente una relazione d'amicizia nella versione per Nintendo DS di Sonic Colours.
In Sonic Rush Adventure è nuovamente assieme a Sonic uno dei due personaggi giocabili. Compare mentre cerca di fermare il Capitano Whiskers, un pirata robot, intento a rubare uno scettro mistico, che gli sarebbe servito per ottenere il potere di controllare le attività geologiche del suo mondo. Mentre cerca di proteggere il prezioso, Blaze si trova davanti Sonic, ed entrambi si sorprendono di vedere l'altro dopo diverso tempo. Alla fine, dopo che Super Sonic e Burning Blaze hanno sconfitto Eggman ed Eggman Nega, Tails per aiutarli a tornare nel loro universo, crea un portale, sia per Blaze che per Sonic. Prima della partenza di Sonic, lui e Blaze si stringono ancora una volta la mano, mostrando la crescita della loro amicizia.
Nel gioco Sonic e il Cavaliere Nero, veste i panni di Sir Parsifal. È l'ultimo cavaliere della Tavola Rotonda che Sonic dovrà combattere. Dopo la loro battaglia, Blaze sta per cadere in un precipizio, ma Sonic e Caliburn la salvano appena in tempo. Inizialmente è confusa sul motivo per cui Sonic l'abbia salvata, dato che è abituata alla consuetudine di uccidere l'avversario dopo che questi ha perso la battaglia. In seguito Sonic sconfigge un sicario inviato per uccidere Parsifal, dopodiché ottiene finalmente il rispetto di Caliburn. Dopo che, per la seconda volta, Merlino ha diffuso la magia nera, Parsifal colloca la propria spada nel santuario. Poiché rappresenta la controparte di Blaze, anche lei può usare il fuoco. Durante il gioco viene chiamata Sir Parsifal, anche se è una femmina, mentre il titolo di Sir viene usato da tutti i cavalieri dello stesso tipo.

#### Anni 2010
Blaze compare nella versione DS di Sonic Colours come personaggio non giocabile nel livello Sweet Mountain Zone. Appare nella missione 2-1, dove spiega che il Sol Emerald in suo possesso aveva iniziato ad illuminarsi e l'aveva trasportata in quel luogo. La missione che affida a Sonic è quella di distruggere venti robot di Eggman. La seconda volta viene vista in compagnia di Silver con il quale riesce a spaventare con i loro poteri Orbot e Cubot. Dopo questo i due chiedono a Sonic di completare una missione a tempo, completata quest'ultimo lo ringraziano e l'eroe si reca altrove.
Torna nella versione console di Sonic Generations, dove è una delle partecipanti alla festa di compleanno di Sonic e nel corso dell'evento viene risucchiata assieme agli altri amici dal Time Eater in una falla spazio temporale ma viene in seguito salvata da Sonic a Crisis City. Nel livello Center of Time fa la sua apparizione assieme a Silver per incoraggiare i due Sonic a sconfiggere il nemico; sconfitto quest'ultimo tornerà a festeggiare la pace ritrovata.

#### Anni 2020
Blaze riappare brevemente in cameo nel videogioco spin-off Shadow Generations.

#### Altre apparizioni
Altre apparizioni secondarie del personaggio avvengono in Sonic Rivals e in Sonic Rivals 2 come carta collezionabile, in Sonic e gli Anelli Segreti come personaggio sbloccabile nella modalità Party, in Sonic Riders: Zero Gravity dove è un personaggio sbloccabile di tipo Speed ma non ha un ruolo nella storia del gioco, compie un cameo nel livello giorno Empire City di Sonic Unleashed esclusivamente nelle versioni per PlayStation 3 e Xbox 360 dove compare un cartello pubblicitario con la scritta "Blaze Rd", in Sega Superstars Tennis come spettatrice nel campo Green Hill Zone e come adesivo e trofeo da collezionare in Super Smash Bros. Brawl.
Appare anche in Mario & Sonic ai Giochi Olimpici, Mario & Sonic ai Giochi Olimpici Invernali, Sonic Free Riders, Mario & Sonic ai Giochi Olimpici di Londra 2012, Sonic Jump (nel remake del 2012), Sonic Dash, Sonic Jump Fever, Mario & Sonic ai Giochi Olimpici Invernali di Sochi 2014, Sonic Runners, Mario & Sonic ai Giochi Olimpici di Rio 2016, Team Sonic Racing, Mario & Sonic ai Giochi Olimpici di Tokyo 2020 e Sonic Racing: CrossWorlds come personaggio giocabile.

### Versioni alternative

#### Fumetti
Blaze compare anche nelle serie a fumetti Sonic the Hedgehog e Sonic Universe, pubblicati da Archie Comics. Nella prima apparizione di Blaze, Sonic la trova in cattività, catturata da un gruppo dei malvagi Swatbots fuori da Knothole. All'inizio è ostile nei confronti di Sonic, infatti i due hanno una breve battaglia, ma alla fine lei gli offre la sua amicizia. Prima che Sonic se ne vada, Blaze promette al porcospino di seguire i suoi sogni. Più tardi assiste Sonic, Tails e Marine nel combattimento contro Eggman Nega, il Capitano Whisker e Johnny, nel recupero di un Chaos Emerald. In seguito farà squadra con Shadow e Marine per sconfiggere Metal Sonic.
Una volta giunta a Mobius, parte alla ricerca di un Sol Emerald con l'aiuto di Cream, Cheese ed Amy. Ma anche altri tre gruppi stanno cercando lo smeraldo, i tre team sono: il Team Dark, il Team Rogues ed il Team Hooligan. Con l'aiuto del Team Dark, Blaze riottiene il Sol Emerald e la pace viene restaurata nella sua dimensione.
Nella serie spin-off Sonic the Hedgehog edita da IDW Publishing, Blaze è identica alla sua controparte dei videogiochi e perciò è la guardiana dei Sol Emerald, tuttavia in questa versione della storia si reca nella dimensione di Sonic per prevenire un terribile evento.

## Accoglienza
Blaze è stata ben accolta dalla critica. IGN affermò al TGS 2005 che aveva "facilmente guadagnato il suo posto nella squadra" tra i personaggi secondari. Il suo gameplay venne elogiato per essere "rapido e divertente" rispetto ad altri personaggi più lenti introdotti in precedenza nella serie, ma venne criticato per la sua somiglianza con quello di Sonic. Blaze fu definita come "una bella aggiunta al cast di Sonic" e come "uno dei personaggi più complessi e sfaccettati nel canone di Sonic".